# Chennaiyin FC
Chennaiyin FC là một câu lạc bộ bóng đá chuyên nghiệp có trụ sở tại Chennai, Tamil Nadu. Họ thi đấu tại Indian Super League theo giấy phép từ Liên đoàn bóng đá toàn Ấn Độ (AIFF). Câu lạc bộ được thành lập vào tháng 8 năm 2014 trong mùa khai mạc của Super League Ấn Độ. Chennaiyin là nhà vô địch trị vì, giành chiến thắng tại Super League Ấn Độ 2017-18, cũng đã giành được nó trước đó trong mùa giải 2015, khiến họ trở thành người chiến thắng cao nhất (2) của giải đấu cùng với ATK.
Nhượng quyền thương mại thuộc sở hữu của Vita Dani, diễn viên Bollywood Abhishek Bachchan và cricketer Ấn Độ Mahendra Singh Dhoni. Người quản lý của nó là cựu tiền vệ người Anh John Gregory. Tên đội bóng Chennaiyin FC có nghĩa là câu lạc bộ bóng đá của Chennai ở Tamil nơi hậu tố 'yin' (யின்) tương tự như 'của' trong tiếng Việt. Logo của đội là Dhrishti Bommai, một đại diện để xua đuổi sự tiêu cực và giữ gìn sự tích cực trong văn hóa Tamil.

## Đội hình hiện tại
| No. |        | Position | Player            |
| --- | ------ | -------- | ----------------- |
| 1   | India  | GK       | Karanjit Singh    |
| 8   | India  | MF       | Edwin Vanspaul    |
| 11  | India  | MF       | Thoi Singh        |
| 12  | India  | FW       | Jeje Lalpekhlua   |
| 13  | Brazil | DF       | Eli Sabiá         |
| 15  | India  | MF       | Anirudh Thapa     |
| 17  | India  | MF       | Dhanpal Ganesh    |
| 18  | India  | DF       | Jerry Lalrinzuala |
| 19  | Brazil | MF       | Raphael Augusto   |
| 20  | India  | FW       | Mohammed Rafi     |

| No. |           | Position | Player                  |
| --- | --------- | -------- | ----------------------- |
| 25  | India     | DF       | Zohmingliana Ralte      |
| 26  | India     | DF       | Laldinliana Renthlei    |
| 27  | Brazil    | DF       | Maílson Alves (Captain) |
| 28  | India     | MF       | Germanpreet Singh       |
| 29  | Australia | DF       | Chris Herd              |
| 30  | India     | MF       | Francis Fernandes       |
| 33  | India     | GK       | Sanjiban Ghosh          |
| 35  | India     | DF       | Hendry Antonay          |
| 39  | India     | GK       | Nikhil Bernard          |

### Cho mượn
| No. |       | Position | Player                             |
| --- | ----- | -------- | ---------------------------------- |
| —   | India | FW       | Infant Rijose (to Mumbai City F.C) |
| —   | India | DF       | Deepak Tangri (to Indian Arrows)   |

| No. |       | Position | Player                            |
| --- | ----- | -------- | --------------------------------- |
| —   | India | MF       | Abhijit Sarkar (to Indian Arrows) |
| —   | India | FW       | Rahim Ali (to Indian Arrows)      |

### Nhân viên kỹ thuật
Tính đến ngày 6 tháng 8 năm 2018
| Chức vụ                                                         | Tên                              |
| --------------------------------------------------------------- | -------------------------------- |
| Huấn luyện viên trưởng                                          | liên_kết=\|viền John Gregory     |
| Trợ lý Huấn luyện viên và Huấn luyện viên Phát triển Thanh niên | liên_kết=\|viền Paul Groves      |
| Trợ lí huấn luyện viên                                          | liên_kết=\|viền Syed Sabir Pasha |
| Huấn luyện viên thủ môn                                         | liên_kết=\|viền Kevin Hitchcock  |
| Nhà khoa học thể thao                                           | liên_kết=\|viền Niall Clark      |
| Giám đốc kỹ thuật                                               | liên_kết=\|viền Amoy Ghoshal     |

## Nhà sản xuất trang phục và tài trợ áo
| Giai đoạn | Nhà sản xuất trang phục | Nhà tài trợ áo |
| --------- | ----------------------- | -------------- |
| 2014-2016 | TYKA                    | Tập đoàn Ozone |
| 2016-2017 | Puma                    | TVS Tyres      |
| 2017-nay  | Performanceax           | Apollo Tyres   |

## Cựu cầu thủ nước ngoài đáng chú ý
| Name                | Country     | Năms             |
| ------------------- | ----------- | ---------------- |
| Marco Materazzi     | Ý           | 2014             |
| Bojan Djordjic      | Thụy Điển   | 2014–2015        |
| Mikaël Silvestre    | Pháp        | 2014             |
| Alessandro Nesta    | Ý           | 2014             |
| Elano               | Brazil      | 2014–2015        |
| Cristian Hidalgo    | Tây Ban Nha | 2014             |
| Jude Nworuh         | Nigeria     | 2017–18 Season   |
| Gennaro Bracigliano | Pháp        | 2014-2015        |
| Éder                | Brazil      | 2015-2016        |
| John Arne Riise     | Na Uy       | 2016             |
| Bruno Pelissari     | Brazil      | 2014-2015        |
| Jairo Suárez        | Colombia    | 2014             |
| Bernard Mendy       | Pháp        | 2014-2017        |
| Jaime Gavilán       | Tây Ban Nha | 2017-2018 Season |
| Hans Mulder         | Hà Lan      | 2016             |
| Jean-Eudes Maurice  | Haiti       | 2014             |
| Stiven Mendoza      | Colombia    | 2014-2015        |
| Eric Djemba Djemba  | Cameroon    | 2014-2015        |
| Francesco Franzese  | Ý           | 2014             |
| Manuele Blasi       | Ý           | 2015–2016        |
| Maurizio Peluso     | Ý           | 2016             |
| Davide Succi        | Ý           | 2016-2017        |
| Alessandro Potenza  | Ý           | 2015–2016        |
| Duwayne Kerr        | Jamaica     | 2016             |
| Dudu Omagbemi       | Nigeria     | 2016-2017        |
| Fikru               | Ethiopia    | 2015             |
| Apoula Edel         | Armenia     | 2015             |
| Rene Mihelič        | Slovenia    | 2017–2018 Season |
| Henrique Sereno     | Bồ Đào Nha  | 2017–2018 Season |
| Andrea Orlandi      | Tây Ban Nha | 2018-2019 Season |
| Carlos Salom        | Palestine   | 2018-2019 Season |
| Iñigo Calderón      | Tây Ban Nha | 2017–2019        |
| Gregory Nelson      | Hà Lan      | 2017–2019        |